# Alexandra de Hutten
Alexandra de Hutten est une boxeuse française née le 24 mai 1986.

## Carrière sportive
En 2007, elle remporte le championnat de France amateur des moins de 75 kg et la médaille de bronze aux championnats d'Europe amateur à Vejle en moins de 75 kg (poids moyens). Elle conserve son titre de championne de France en 2008, s'y classe troisième en 2009 et deuxième en 2010. Elle est médaillée d'argent au championnat de l'union européenne en 2010.
Elle subit un grave accident de moto le 27  septembre 2010 à l'entrée de Gargenville alors qu'elle rentre de l'entraînement ; elle compte sept fractures sur tous les membres, un syndrome des loges, et est plongée trois jours dans le coma.
Elle remonte sur le ring en 2018, et dispute la finale des championnats de France amateurs en 2019 à Vigneux, mais s'incline face à Davina Michel.